# Embuscade (film, 1998)
Pour plus de détails, voir Fiche technique et Distribution.
Embuscade (Ambushed) est un film américain diffusé en 1998 et réalisé par Ernest R. Dickerson.

## Synopsis
Un policier noir lutte contre le racisme d'une ville du sud des États-Unis tout en enquêtant sur le meurtre de l'un des dirigeants du  Ku Klux Klan Jerry Robinson, un officier de police noir, vient d'être muté dans une petite ville du sud des États-Unis. Sur place, il doit faire face au racisme ambiant. On lui fait clairement comprendre qu'il n'est pas du tout le bienvenu en raison de la couleur de sa peau. Un jour, l'un des dirigeants du Ku Klux Klan local est assassiné. Le supérieur hiérarchique de Jerry décide de lui confier l'affaire afin de le mettre à l'épreuve. Il lui adjoint l'aide d'Organski, un autre policier, pour éviter tout problème avec la population. Jerry parvient à retrouver un témoin oculaire de l'affaire : le propre fils de la victime. Mais des pressions se font sentir .

## Fiche technique
- Réalisateur : Ernest R. Dickerson
- Année de production : 1998
- Durée : 109 minutes
- Format : 1.85:1 ,couleur
- Son : stéréo
- Dates de premières diffusions :
  -  États-Unis : 20 juin 1998
  -  France : 3 novembre 2006 sur TF6
- Interdit aux moins de 12 ans

## Distribution
- Courtney B. Vance (VF : Med Hondo) : Jerry Robinson
- Jeremy Lelliott (VF : Alexis Tomassian) : Eric Natter
- Virginia Madsen (VF : Micky Sébastian) : Lucy Monroe
- William Forsythe : Mike Organski
- David Keith : Deputy Lawrence
- Robert Patrick (VF : Michel Vigné) : Shannon Herrold
- Bill Nunn (VF : Lionel Henry (acteur)) : Watts Fatboy
- Charles Hallahan (VF : Robert Darnel) : Sheriff Carter